# Vestido de noiva
Vestido de Noiva es una obra de teatro brasileña de terror psicológico, escrita por Nelson Rodrigues y estrenada por primera vez en 1943. Se estrenó el 28 de diciembre de 1943 en el Teatro Municipal de Río de Janeiro.
Su escenario se divide en tres partes que se intercalan: la parte de la alucinación, la parte de la realidad y la parte de la memoria.

## Sinopsis
Cuenta la historia de Alaíde, una chica que es atropellada por un coche y, mientras la operan en un hospital, rememora el conflicto con su hermana (Lúcia), a quien robó el novio (Pedro) e imagina su encuentro con Madame Clessi, una prostituta asesinada por su novio de diecisiete años.

## Comentarios
Al respecto a su obra, Nelson Rodrigues afirmó que:

Me propuse intentar algo que, desde hacía mucho tiempo me fascinaba, contar una historia sin darle un orden cronológico. Dejarían de existir el tiempo de los relojes y de las hojas. Las cosas sucederían simultáneamente. Por ejemplo, un personaje nacería, crecería, amaría y moriría todo al mismo tiempo.
Nelson Rodrigues

Los temas tratados en esta obra son la fantasía, la sexualidad femenina reprimida, así como la muerte y la importancia de la estética.